# Fritz Witt

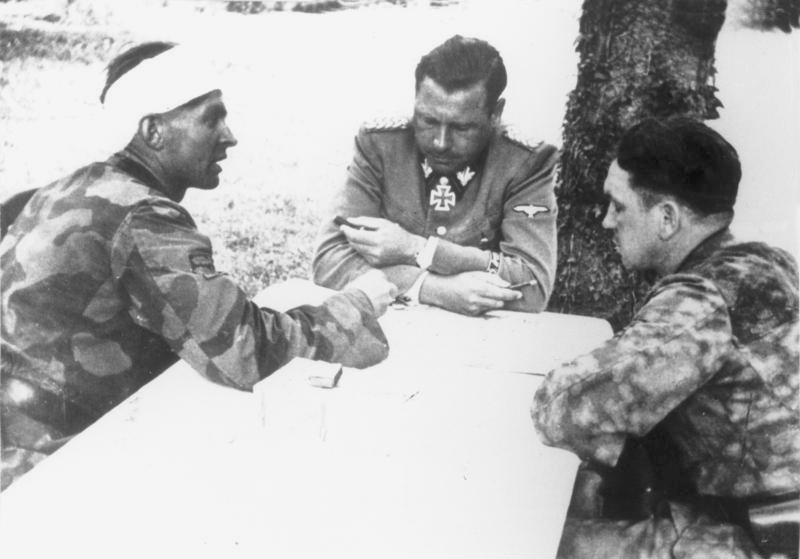
Fritz Witt (Mitte) bei Beratungen mit Max Wünsche und Kurt Meyer an der französischen Front (1944)

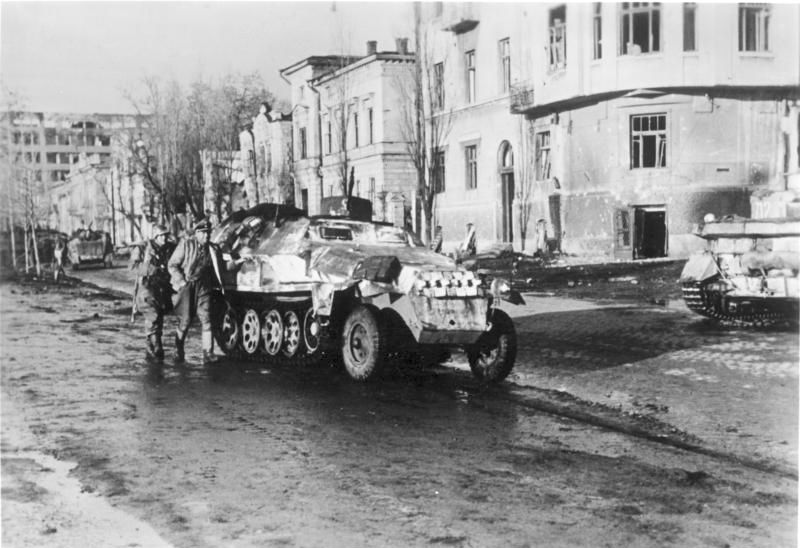
Im Schutze eines Schützenpanzerwagens geht Fritz Witt mit seinen Männern entlang der Sumskaja-Straße in Charkow vor. Aufnahme vom 1. März 1943

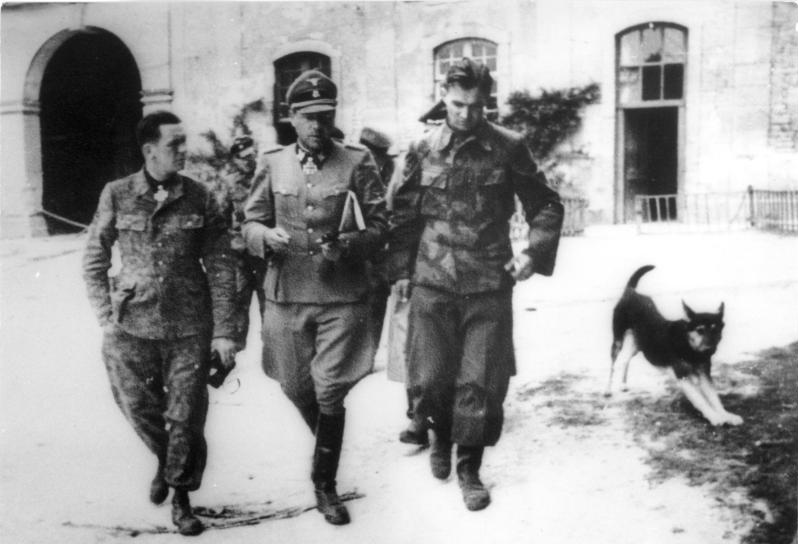
Kurt Meyer, Fritz Witt und Max Wünsche (v.l.), 1944 im Kloster Ardenne bei Caen

Fritz Witt (* 27. Mai 1908 in Hohenlimburg; † 14. Juni 1944 in Venoix bei Caen) war ein deutscher SS-Brigadeführer und Generalmajor der Waffen-SS im Zweiten Weltkrieg.

## Leben
Fritz Witt war der Sohn eines Verkäufers und arbeitete einige Jahre im Vertrieb der Stoffdruckerei Moritz Ribbert AG in Hohenlimburg (ab 1938: Göcke & Sohn AG). Nachdem er im Juni 1931 seine Arbeit verloren hatte, trat er der NSDAP (Mitgliedsnummer 816.769) bei und wurde Anwärter bei der SS (Mitgliedsnummer 21.518).
Zunächst diente er in der SS-Stabswache in Berlin, 1934 erfolgte die Beförderung zum SS-Obersturmführer mit Kommando über die 3. Kompanie der SS-Standarte 1 „Deutschland“.
Witt wurde 1939 im Zweiten Weltkrieg beim Überfall auf Polen mit dem Eisernen Kreuz II. und I. Klasse ausgezeichnet.

Im Oktober 1940 wurde ihm das Ritterkreuz des Eisernen Kreuzes verliehen. Er wurde zur neuen Leibstandarte SS Adolf Hitler versetzt. Mit der Standarte nahm er 1941 an Einsätzen auf dem Balkan und danach beim Russlandfeldzug teil.
Witt erhielt im Mai 1943 das Eichenlaub zum Ritterkreuz des Eisernen Kreuzes, das ihm Adolf Hitler persönlich im Führerhauptquartier überreichte. Der Oberbürgermeister und Stellvertretender Gauleiter des NS-Gaues Westfalen-Süd, Heinrich Vetter, verlieh Witt daraufhin das Ehrenbürgerrecht der Stadt Hagen. Die mit den kommunalen Bestimmungen nicht konforme Ehrenbürger-Ernennung wurde im Juli 1943 durch das Reichsinnenministerium nach einer Rüge des Regierungspräsidenten in Arnsberg für nichtig erklärt.
Nach seiner Beförderung zum SS-Obersturmbannführer im Juni 1943 wurde er Kommandeur der neu gegründeten 12. SS-Panzer-Division „Hitlerjugend“. 1944 wurde Witt SS-Brigadeführer und Generalmajor der Waffen-SS und mit 35 Jahren zweitjüngste Offizier im Generalsrang nach Adolf Galland.

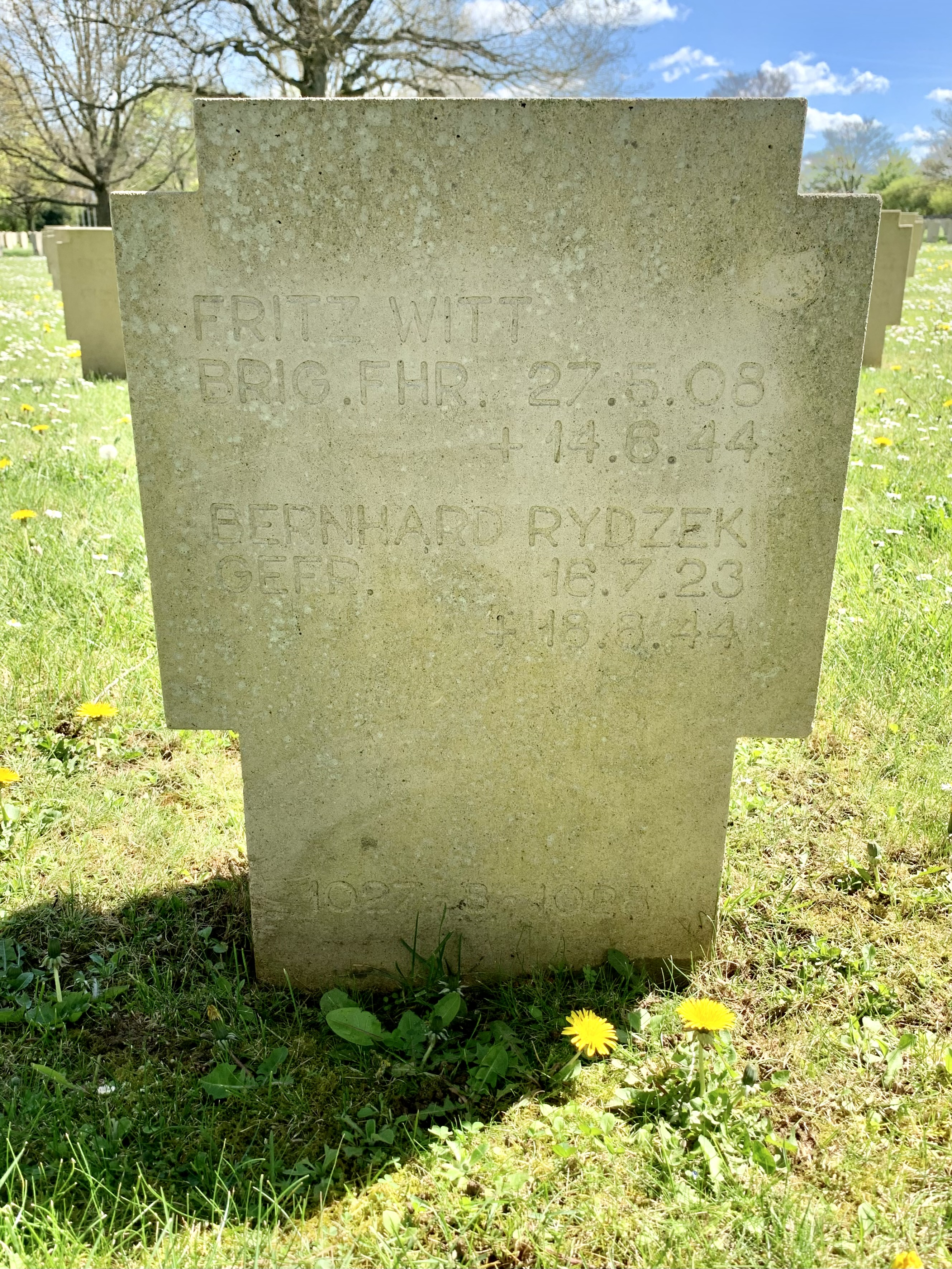
Grab in Champigny-Saint-André

Im Juni 1944 nahm die Waffen-SS-Division Hitlerjugend unter seinem Kommando an der Schlacht gegen die alliierte Landung in der Normandie teil. Während der Gefechte ermordeten Angehörige der Division 156 kanadische Kriegsgefangene im Massaker in der Abbaye d’Ardenne. Als Witt davon erfuhr, ordnete er eine Untersuchung an und forderte einen schriftlichen Bericht des verantwortlichen SS-Standartenführers Kurt Meyer. Witt fiel jedoch kurz darauf, als während der Schlacht um Caen am 14. Juni 1944 sein Hauptquartier in Venoix unter schweren Granatbeschuss des Schlachtschiffes Rodney geriet. Sein Grab befindet sich auf dem Soldatenfriedhof Champigny St. André bei Évreux in der Normandie.
Die Gauleitung Westfalen-Süd und Stadtverwaltung Hagen veranstalteten am 21. Juni 1944 eine große Gedenkfeier für Fritz Witt im Stadttheater Hagen. Im Juli 1944 gab der Gauleiter Albert Hoffmann bekannt, eine „SS-Brigadeführer Fritz Witt-Spende“ zugunsten der HJ ins Leben gerufen zu haben.
Witt war verheiratet und hatte drei Söhne sowie zwei Töchter.
Im Mai 2015 veröffentlichte der Iserlohner Heimatforscher Wilhelm Bleicher ein revisionistisches Sonderheft zu Fritz Witt. Darin bediente er rechtsextreme und geschichtsrevisionistische Vorstellungen und Klischees zur Waffen-SS, zur NS-Zeit und zum Zweiten Weltkrieg. Bleicher musste sich nach einer Kontroverse entschuldigen, der Historiker Ralf Blank erstellte im Auftrag des Oberbürgermeisters der Stadt Hagen eine wissenschaftlich fundierte Biografie zu Fritz Witt.

## Auszeichnungen
- Stern von Rumänien, 1942
- Ritterkreuz des Eisernen Kreuzes, 1940
- Eichenlaub zum Ritterkreuz, 1943, Nr. 200